# Лосвидо (озеро)
Ло́свидо (бел. Ло́свіда) — озеро в Городокском районе Витебской области Беларуси, находится в 7 км к югу от Городка около деревень Большое Лосвидо, Малое Лосвидо и Батали. Весной 1944 года в ожесточённых боях на озере погибли около 8 тысяч солдат. На южном берегу озера стоит памятник советским воинам.

## Описание
Площадь поверхности — 11,42 км², водосбора — 107 км², наибольшая глубина — 20,2 м, длина береговой линии — 25,6 км.
Озеро слабопроточное. В Лосвидо впадает река Черница и несколько ручьёв, вытекает проток в озеро Цыганово, которое связано с рекой Храповлянкой. Склоны котловины высокие и крутые, на северо-западе и западе — пологие, на западе — облесены. Береговая линия сильно изрезана: образует 3 крупных залива на юго-западе, северо-западе и северо-востоке. При этом северо-восточный и юго-западный залив имеют широкую связь с акваторией озера, а северо-западный — отделен отмелью; глубина пролива всего 0,2 м. Дно до глубины 6 м песчаное, на востоке и севере песчано-галечное, встречаются валуны, на глубине в 9—11 м — ил, глубже — сапропель с илом. Минерализация воды от 170 до 220 мг/л.

## Растительность
Берега заросшие тростником и камышом шириной от 15 до 150 м. Фитопланктон представлен 58 видами водорослей, в основном диатомовыми. На озере встречаются такие редкие для Беларуси виды, как наяда морская и малая, полушник озёрный, частуха Валенберга, гидрилла мутовчатая.

## Животный мир
Зоопланктон озера включает 34 вида, зообентос — 68. Из рыб распространены лещ, судак, ряпушка, угорь, щука, налим, язь, плотва, окунь, густера, краснопёрка, уклея.

## Использование
Озеро Лосвидо — крупный рекреационный объект для жителей Витебского и Городокского районов. На берегу расположены зоны отдыха, пионерские лагеря, база отдыха «Лосвидо». Развит промышленный и любительский лов рыбы.